# Комаровка (Киевская область)
Комаро́вка (укр. Комарівка) — село, входит в Бучанский район Киевской области Украины.
Население по переписи 2001 года составляло 584 человека. Почтовый индекс — 08020. Телефонный код — 4578. Занимает площадь 0,196 км². Код КОАТУУ — 3222782901.

## Местный совет
08013, Київська обл., Макарівський р-н, с. Комарівка, вул. Леніна, 27